# Challenger de Taipéi 2016

El torneo Santaizi ATP Challenger 2016 fue un torneo profesional de tenis. Pertenece al ATP Challenger Series 2016. Se disputó su 3ª edición sobre superficie carpet, en Taipéi, Taiwán entre el 25 de abril al el 1 de mayo de 2016.

## Jugadores participantes del cuadro de individuales
| Favorito | País                    | Jugador             | Rank1 | Posición en el torneo |
| -------- | ----------------------- | ------------------- | ----- | --------------------- |
| 1        | Bandera de Lituania     | Ričardas Berankis   | 62    | Semifinales           |
| 2        | Bandera de Australia    | Sam Groth           | 80    | Primera ronda         |
| 3        | Bandera de Japón        | Tatsuma Ito         | 103   | Cuartos de final      |
| 4        | Bandera de Japón        | Yūichi Sugita       | 111   | Primera ronda         |
| 5        | Bandera de Ucrania      | Sergiy Stakhovsky   | 122   | Cuartos de final      |
| 6        | Bandera del Reino Unido | Daniel Evans        | 124   | CAMPEÓN               |
| 7        | Bandera de Japón        | Go Soeda            | 128   | Primera ronda         |
| 8        | Bandera de Rusia        | Konstantin Kravchuk | 129   | FINAL                 |

- 1 Se ha tomado en cuenta el ranking del 18 de abril de 2016.

### Otros participantes
Los siguientes jugadores recibieron una invitación (wild card), por lo tanto ingresan directamente al cuadro principal (WC):
- Yi Chu-huan
- Hung Jui-chen
- Yu Cheng-yu
- Wu Tung-lin

Los siguientes jugadores ingresan al cuadro principal tras disputar el cuadro clasificatorio (Q):
- Dayne Kelly
- Yuya Kibi
- Marinko Matosevic
- Shuichi Sekiguchi

## Campeones

### Individual Masculino
- Daniel Evans derrotó en la final a  Konstantin Kravchuk, 3–6, 6–4, 6–4

### Dobles Masculino
- Hsieh Cheng-peng /  Yang Tsung-hua derrotaron en la final a  Frederik Nielsen /  David O'Hare, 7–6(6), 6–4